# Philosciidae
Los filoscíidos (Philosciidae) son una familia de crustáceos isópodos. Se encuentran en casi cualquier lugar de la Tierra, con la mayor parte de especies en América subtropical, África, y Oceanía, y sólo unos pocos en el Holártico.

## Géneros
Esta es una lista completa de los géneros descritos hasta finales de 2001. 
- Abebaioscia Vandel, 1974 — Panniki Cave, Plana de Nullabor, sur de Australia (1 especie)
- Adeloscia Vandel, 1977 — Nueva Zelanda (1 especie)
- Alboscia Schultz, 1995 — Paraguay, sur Brasil (3 especies)
- Anaphiloscia Racovitza, 1907 — noroeste Mediterráneo (2 especies)
- Anchiphiloscia Stebbing, 1908 — este África, Madagascar, islas Andamán, Chagos Archipelago (18 especies)
- Andenoniscus Verhoeff, 1941 — Perú, Panamá (2 especies)
- Andricophiloscia Vandel, 1973 — este Nueva Guinea (1 especie)
- Androdeloscia Leistikow, 1999 — América Tropical (17 especies)
- Aphiloscia Budde-Lund, 1908 — este, sur África, Madagascar, islas occidentales océano Índico (19 especies)
- Araucoscia Verhoeff, 1939 — Chile: isla Calbuco (1 especie)
- Arcangeloscia Taiti & Ferrara, 1980 — Camerún, Congo, Malaui (7 especies)
- Archaeoscia Vandel, 1973 — Cuba (1 especie)
- Ashtonia Vandel, 1974 — Australia (1 especie)
- Atlantoscia Ferrara & Taiti, 1981 — isla Ascensión, Florida, Brasil, Argentina, Santa Helena (2 especies)
- Australophiloscia Green, 1990 — Australia, Hawái, Tonga, islas Nomuka Iki (3 especies)
- Baconaoscia Vandel, 1981 — Cuba (1 especie)
- Barnardoscia Taiti & Ferrara, 1982 — Sudáfrica (2 especies)
- Benthana Budde-Lund — Brasil, Paraguay (15 especies)
- Benthanoides Lemos de Castro, 1958 — Perú, Chile (3 especies)
- Benthanops Barnard, 1932 — Sudáfrica (1 especie)
- Benthanoscia Lemos de Castro, 1958 — Brasil (1 especie)
- Burmoniscus Collinge, 1914 — Sri Lanka, Nepal, Burma, China, Corea, Taiwán, Indonesia, Camerún, Santo Tomé, Mozambique, Somalia, islas del Pacífico (65 especies)
- Caraiboscia Vandel, 1968 — Galápagos, Venezuela (2 especies)
- Chaetophiloscia Verhoeff, 1908 — Mediterráneo (9 a 20 especies)
- Colombophiloscia Vandel, 1981 — Cuba (3 especies)
- Congophiloscia Arcangeli, 1950 — Guinea Bissau, Camerún, Angola, isla Annobon (4 especies)
- Ctenoscia Verhoeff, 1928 — Mediterráneo occidental (2 especies)
- Cubanophiloscia Vandel, 1973 — Cuba (1 especie)
- Dekanoscia Verhoeff, 1936 — India, cave (1 especie)
- Didima Budde-Lund — Madagascar (1 especie)
- Ecuadoroniscus Vandel, 1968 — Ecuador (1 especie)
- Erophiloscia Vandel, 1972 — Colombia, Ecuador (4 especies)
- Eurygastor Green, 1990 — Australia (2 especies)
- Floridoscia Schultz & Johnson, 1984 — sur Florida (1 especie)
- Gabunoscia Schmalfuss & Ferrara, 1978 — Gabón (1 especie)
- Halophiloscia Verhoff, 1908 — Mediterráneo, Crimea, Bermuda, islas Canarias, EE. UU., Argentina (6 o 7 especies)
- Hawaiioscia Schultz, 1973 — Hawái (1 especie)
- Heroldia Verhoeff, 1926 — Nueva Caledonia (6 especies)
- Hoctunus Mulaik, 1960 — México (1 especie)
- Huntonia Vandel, 1973 — Australia (1 especie)
- Isabelloscia Vandel, 1973 — Archipiélago Salomón (1 especie)
- Ischioscia Verhoeff, 1928 — Sudamérica (12 especies)
- Javanoscia Schultz, 1985 — Java (1 especie)
- Jimenezia Vandel, 1973 — Cuba (1 especie)
- Laevophiloscia Wahrberg, 1922 — Australia Occidental (9 especies)
- Leonoscia Ferrara & Schmalfuss, 1985 — Sierra Leona (1 especie)
- Lepidoniscus Verhoeff, 1908 — Alemania, Suiza, Austria, norte Italia, República Checa, Eslovaquia, Yugoslavia (4 especies)
- Leucophiloscia Vandel, 1973 — Nueva Guinea (1 especie)
- Loboscia Schmidt, 1998 — Malasia (1 especie)
- Metaprosekia Leistikow, 2000 — Venezuela (1 especie)
- Metriogaster Vandel, 1974 — Australia (1 especie)
- Microphiloscia Vandel, 1973 — Cuba (1 especie)
- Mirtana Leistikow, 1997 — Costa Rica (1 especie)
- Nahia Budde-Lund — Sudáfrica (1 especie)
- Nataloniscus Ferrara & Taiti, 1985 — Sudáfrica (1 especie)
- Nesoniscus Verhoeff, 1926 — N. Caledonia (2 especies)
- Nesophiloscia Vandel, 1968 — Galápagos (1 especie)
- Okeaninoscia Vandel, 1977 — Archipiélago Kermadec (1 especie)
- Oniscomorphus Jackson, 1938 — Rapa Nui (1 specie)
- Oniscophiloscia Wahrberg, 1922 — isla Juan Fernández y costas adyacentes de Chile (4 especies)
- Oreades Vandel, 1968 — Ecuador (1 especie)
- Oroscia Verhoeff, 1926 — N. Caledonia (2 especies)
- Palaioscia Vandel, 1973 — N. Guinea (1 especie)
- Papuaphiloscia Vandel, 1970 — Bismarck Archipiélago, China, Guadalcanal, Hawái, Nueva Guinea, Japón, Nueva Zelanda (11 especies)
- Parachaetophiloscia Cruz & Dalens, 1990 — España (1 especie)
- Paraguascia Schultz, 1995 — Paraguay (1 especie)
- Parapacroscia Vandel, 1981 — Cuba (1 especie)
- Paraphiloscia Stebbing, 1900 — Islas Salomón, Samoa, Nueva Guinea (9 especies)
- Parischioscia Lemos de Castro, 1967 — Guinea (1 especie)
- Pentoniscus Richardson, 1913 — Costa Rica (4 especies)
- Perinetia Barnard, 1958 — Madagascar (1 especie)
- Philoscia Latreille, 1804 — Europa, Mediterráneo (ca. 10 especies)
- Philoscina Ferrara & Taiti, 1985 — Sudáfrica (3 especies)
- Platyburmoniscus Schmidt, 2000 — Sri Lanka (1 especie)
- Platycytoniscus Herold, 1931 — Flores, Sri Lanka (2 especies)
- Pleopodoscia Verhoeff, 1942 — África Este (6 especies)
- Plumasicola Vandel, 1981 — Cuba (1 especie)
- Plymophiloscia Wahrberg, 1922 — Australia, Tasmania (8 especies)
- Portoricoscia Leistikow, 1999 — Puerto Rico (1 especie)
- Prosekia Leistikow, 2001 — Venezuela (1 especie)
- Pseudophiloscia Budde-Lund — Chile (3 especies)
- Pseudosetaphora Ferrara & Taiti, 1986 — Seychelles (1 especie)
- Pseudotyphloscia Verhoeff, 1928 — Célebes, Java oeste, Taiwán (1 especie)
- Puteoscia Vandel, 1981 — Cuba (1 especie)
- Quintanoscia Leistikow, 2000 — México (1 especie)
- Rostrophiloscia Arcangeli, 1932 — Dominica (1 especie)
- Sechelloscia Ferrara & Taiti, 1983 — Seychelles (1 especie)
- Serendibia Manicastri & Taiti, 1987 — Sri Lanka (1 especie)
- Sinhaloscia Manicastri & Taiti, 1987 — Sri Lanka (1 especie)
- Stenophiloscia Verhoeff, 1908 — Dalmacia, Grecia, Italia (6 especies)
- Stephenoscia Vandel, 1977 — Nueva Zelanda (1 especie)
- Sulesoscia Vandel, 1973 — Cuba (1 especie)
- Tenebrioscia Schultz, 1985 — Java (1 especie)
- Thomasoniscus Vandel, 1981 — Cuba (1 especie)
- Tiroloscia Verhoeff, 1926 — Italia, España (9 especies)
- Togoscia Ferrara & Schmalfuss, 1985 — Togo (1 especie)
- Tongoscia Dalens, 1988 — Tonga (1 specie)
- Trichophiloscia Arcangeli, 1950 — Cerdeña (1 especie)
- Troglophiloscia Brian, 1929 — Cuba, México, Belice (3 especies)
- Tropicana Manicastri & Taiti, 1987 — Hawái, Sri Lanka, islas Comoro, Camerún (1 especie)
- Tropiscia Vandel, 1973 — Ecuador (1 especie)
- Vandelophiloscia Schmalfuss & Ferrara, 1978 — Costa de Marfil (1 especie)
- Verhoeffiella Vandel, 1970 — Nueva Caledonia (1 especie)
- Wahrbergia Verhoeff, 1926 — Nueva Caledonia (1 especie)
- Xiphoniscus Vandel, 1968 — Ecuador (1 especie)
- Zebrascia Verhoeff, 1942 — Costa de Marfil, Bioko, Camerún (2 especies)